# Eleccions generals japoneses de 1990
Les eleccions generals japoneses de 1990 (第39回衆議院議員総選挙, Dai 39 Kai Shūgiin Giin Sō-Senkyo) se celebraren el 18 de febrer de 1990 per tal de triar els 512 diputats de la Cambra de Representants del Japó que al seu torn, elegirien al Primer Ministre del Japó. Aquestes foren les primeres eleccions generals de l'era Heisei.
Després de l'aclaparadora victòria de les eleccions del 1986 i, especialment des de mitjans de 1988, el governant Partit Liberal Democràtic (PLD) va patir una pèrdua de prestigi públic com a conseqüència de les lluites internes, els diversos casos de corrupció que afectaven a alts càrrecs del partit i l'introducció de l'impost al consum aprovada en abril de 1989.
Les enquestes d'opinió publicades al gener de 1990 van donar al govern del Primer Ministre Toshiki Kaifu un nivell d'aprovació inferior al 40%; per altra banda, el partit arrossegava una crisi de lideratge haver patit la designació de tres primers ministres i presudents del partit després de la dimissió de Yasuhiro Nakasone el 1987: Noboru Takeshita (1987-1989), Sōsuke Uno (1989) i Toshiki Kaifu fins al moment. A més, el PLD havia patit una derrota davant del Partit Socialista del Japó (PSJ) a les eleccions a la Cambra de Consellers del Japó de 1989, tot i que la crisi i caiguda de la Unió Soviètica i els seus països satèl·lits va perjudicar al PSJ en aquestes eleccions, ja que el PLD emprà l'argument comunista contra un partit, el PSJ, que feia escasos anys que havia renunciat al marxisme-leninisme.
Per la seua banda, el PSJ, amb Takako Doi al front, pretenia guanyar aquestes eleccions esperançats pel triomf sobre el PLD només un any abans a la Cambra de Consellers del Japó. No obstant això, el PSJ no només no va obtindre la victòria esperada en aquestes eleccions, sinó que va iniciar un descens cap a la seua dissolució l'any 1996.
A la jornada electoral, el PLD va obtindre una inesperada victòria, conservant la majoria a la cambra amb els independents dretans. El PSJ va millorar els seus resultats previs, però a partir del vot d'altres partits opositors menuts i no del PLD. Els especialistes van atribuir el triomf del PLD al desig general del manteniment de l'estabilitat econòmica.

## Resultats

### Generals
|              |                              |            |       |        |     |  |
| Partit       | Partit                       | Vots       | %     | Escons | +/– |  |
|              | Partit Liberal Democràtic    | 30.315.417 | 46,11 | 275    | 20  |  |
|              | Partit Socialista del Japó   | 16.025.472 | 24,39 | 136    | 53  |  |
|              | Kōmeitō                      | 5.242.675  | 7,98  | 45     | 9   |  |
|              | Partit Comunista del Japó    | 5.226.987  | 7,96  | 16     | 10  |  |
|              | Candidats independents       | 4.807.524  | 7,32  | 21     | 14  |  |
|              | Partit Democràtic Socialista | 3.178.949  | 4,84  | 14     | 11  |  |
|              | Unió Socialdemòcrata         | 566.957    | 0,86  | 4      | =   |  |
|              | Partit Progressista          | 281.793    | 0,43  | 1      | Nou |  |
|              |                              |            |       |        |     |  |
|              | Altres partits               | 58.536     | 0,09  | 0      | =   |  |
| Total        | Total                        | 65.704.311 | 100   | 512    | =   |  |
|              |                              |            |       |        |     |  |
| Vots vàlids  | Vots vàlids                  | 65.704.311 | 99,23 |        |     |  |
| Vots nuls    | Vots nuls                    | 511.595    | 0,77  |        |     |  |
| Participació | Participació                 | 66.215.906 | 73,31 |        |     |  |
| Cens         | Cens                         | 90.322.908 |       |        |     |  |
| Font:        |                              |            |       |        |     |  |